# Famille Robin
Pour les articles homonymes, voir Robin.
La famille Robin est une famille de la noblesse française, originaire de la région de Parthenay, en Poitou, et maintenue noble à Rennes en 1669.

Ses derniers représentants eurent des fonctions notables à Paris, Nantes, et Rennes, jusqu'à l'extinction de la famille en 1750.

## Origine
Certaines généalogies proposent comme auteur de cette famille un Jean Robin, écuyer, seigneur de la Provostière, Longremère, Faie, Labasse, Arno, la Volaire, et la Popaldière, qui était au service du roi Charles VI au début du XVe siècle.

## Histoire

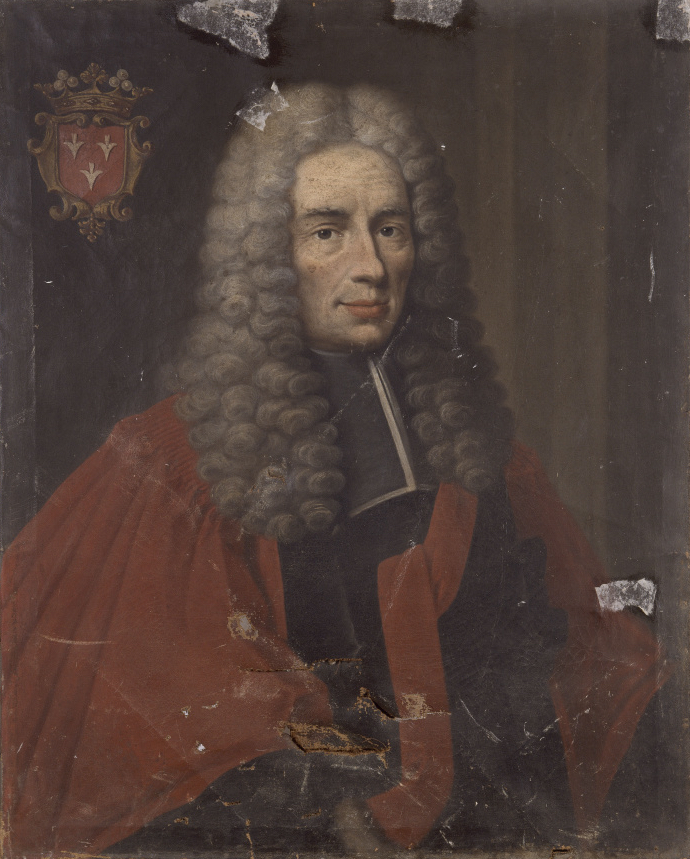
Armand Charles Robin (1663-1750), seigneur d'Estréans

La filiation suivie de la famille Robin commence à la fin du XVIe siècle à Parthenay (Deux-Sèvres).
Mathurin Robin, avocat fiscal à Parthenay, et Marie Roy eurent pour fils :
- Pierre Robin, sieur de la Lourcelière et de Buzay, avocat fiscal à Parthenay, décédé le 18 décembre 1643 à Parthenay. Il épousa Marie Gatet vers 1615 et en eut :
  - Salomon François Robin, sieur de la Lourcelière et du Bois-des-Tréans (ou du Bois-d'Estréans), né le 7 aout 1617 à Parthenay, secrétaire de l’Artillerie de France, puis conseiller d'état. Il épousa en 1654 à Nantes Claude Juchault, et fut père de :
    - Armand-Charles Robin (1663-1750), seigneur d'Estréans, du Bois-Joly, avocat à Angers, puis conseiller au Parlement de Bretagne à partir de 1689[2].

Salomon François Robin a peiné au XVIIe siècle à prouver son appartenance à la noblesse : « Des lettres de relief de 1640, une décision de la cour des Aides de Paris en 1643, d’autres lettres de relief du 4 août 1644, confirmées le 22 novembre 1660 et le 26 mai 1666 par le Parlement de Paris, ont été présentées à la Chambre de Réformation du Parlement de Bretagne, qui, par arrêté du 12 janvier 1669, a maintenu la famille noble d’extraction ».

## Terres de la famille Robin

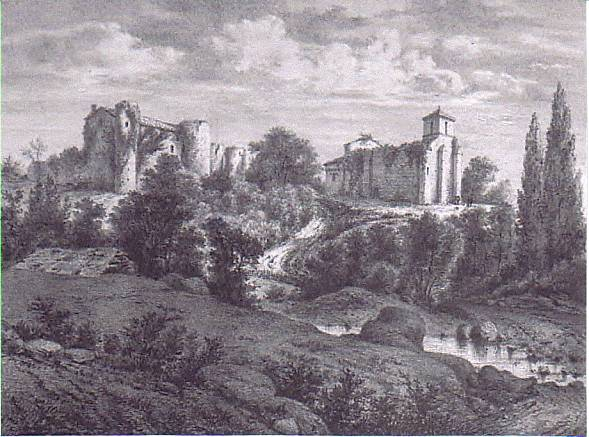
Village d'Hérisson où des Robin possèdent des seigneuries au XVIe siècle

De 1521 à 1584, la famille Robin fut seigneur de La Rochevineuse (Neuvy-Bouin), et posséda le droit sur la Chapelle St-Jean-Luc d'Hérisson. La seigneurie passa par alliance à la famille Banchereau de Longueraire à la fin du XVIe siècle.
Autres terres :
- la Lourcelière en Poitou
- le Bois-des-Tréans ou d’Estréans, aux Moutiers-en-Retz (Loire-Atlantique)
- le Bois-Joly, sur les paroisses de Chauvé, Le Clion, et Saint-Père-en-Retz (Loire-Atlantique)

## Armoiries
De gueules, à trois fers de pique d'argent, les pointes en bas, 2 et 1

## Famille Robin de La Tremblaye
Une famille Robin de La Tremblaye, probablement originaire de la région de Mauléon (Deux-Sèvres), puis implantée en Anjou (le château de La Tremblaye est à Cholet ; par mariage, la famille eut aussi Pimpéan), est volontiers confondue avec la famille Robin de Parthenay, quoiqu'elles aient des armes différentes et qu'une éventuelle souche commune ne soit pas connue.
Henri René Robin de La Tremblaye, décédé en 1774 à Cholet (Maine-et-Loire), fut père d'Eugène Robin de La Tremblaye (1739-1784).

### Armoiries
| Armes de la famille Robin de la Tremblaye | Famille Robin de La Tremblaye : De gueules, à deux clefs d'argent posées en sautoir, accompagnées d'une coquille d'argent en chef, et de trois coquilles d'or, une à chaque flanc et la troisième en pointe. |